# Sugawara Miki
Sugawara Miki (菅原 美希) là một cựu cầu thủ bóng đá nữ người Nhật Bản.

## Đội tuyển bóng đá nữ quốc gia Nhật Bản
Sugawara Miki thi đấu cho đội tuyển bóng đá nữ quốc gia Nhật Bản từ năm 1998.

## Thống kê sự nghiệp
| Nhật Bản  | Nhật Bản | Nhật Bản |
| Năm       | Trận     | Bàn      |
| --------- | -------- | -------- |
| 1998      | 7        | 2        |
| Tổng cộng | 7        | 2        |